# Leif Jedig
Leif Jedig (født 4. december 1933) er dansk fotograf, filminstruktør, videoforhandler, mm.
Startede butikken Platan Foto på Vesterbrogade i København, hvor han fik succes med salg af Minolta- og Canon-kameraer samt opsigtsvækkende reklamekampagner i samarbejde med Radio Mercur.
Producerede biograffilmene Mellem venner (1963), Villa Vennely (1964) og Stenbroens helte (1965), alle tre instrueret af Radio Mercur-lydmanden Poul Nyrup, samt Mallorcas søde liv (1965), en slags iscenesat dokumentar inspireret af Spies' charterrejser, som han selv instruerede.
Boede en årrække i Spanien og blev kendt i medierne som udenlandsdansker samt parodieret af Dirch Passer i Cirkusrevyen.
Senere startede han butikken Foto Video på Værnedamsvej, hvor han fik succes med salg af videofilm og ændrede butikkens navn til Video Netto, som flyttede til Vesterbrogade og senere blev til en butikskæde med bl.a. DVD City på Vestergade i København.
Producerede og instruerede før pornoens frigivelse tusindvis af stripteasefilm på 8mm. I 1990'erne producerede han en række hardcore-pornofilm på video, de fleste med Sabina i hovedrollen; et par af disse instruerede han også.